# Robert Tepper
Robert Tepper, pseudonimo di Antoine Roberto Teppardo (Bayonne, 8 ottobre 1953), è un cantante statunitense.
La sua canzone sicuramente più celebre è No Easy Way Out (facente parte della colonna sonora del film Rocky IV), seguita da Angel of The City (facente parte della colonna sonora del film Cobra).

## Biografia
Proveniente da Bayonne, New Jersey, Robert Tepper inizia ad appassionarsi alla musica fin dall'età di 17 anni, ascoltando il garage rock degli anni sessanta e iniziando a suonare con una piccola band nella sua città natale. La sua carriera comincia come staff writer a New York, dove alla fine si unisce con il cantante Benny Mardones, con cui si occupa di scrivere i testi e suonare il basso. Con Mardones, Tepper ha scritto la celebre Into the Night, che non solo è arrivata al numero 11 della Billboard e ha guadagnato una nomination ai Grammy per la sua pubblicazione iniziale nel 1980, ma è stata ri-tracciata ancora quasi un decennio più tardi.
Nel 1985, Tepper si trasferisce a Los Angeles, firmando un contratto discografico con la Scott Brothers. Quando Sylvester Stallone sente No Easy Way Out, decide di utilizzarla nel terzo sequel di Rocky. La canzone è stata inclusa nella colonna sonora di Rocky IV e con il film, diventato uno dei maggiori successi dell'anno, è stata pubblicata come singolo ufficiale, salendo nella Top 30 nei primi mesi del 1986 facendo ufficialmente debuttare Tepper col suo primo album, ma non riuscì a mantenere l'interesse del pubblico. Un altro singolo, Don't Walk Away, non ebbe grande successo, finendo negli ultimi posti in classifica della Hot 100.
Il secondo album, Modern Madness, fu prodotto senza alcun preavviso due anni dopo, seguito dalla separazione di Tepper dalla Scott Brothers dopo una causa prolungata. In questo periodo continua a scrivere brani, anche se non più sull'onda dei suoi vecchi successi, e trascorre del tempo a Nashville. Nel 1996, Tepper mette insieme le canzoni dei precedenti sette anni, pubblicandole nella raccolta No Rest for the Wounded Heart. Attualmente, dopo la pubblicazione del suo quarto album in studio, New Life Story, continua a fare dei tour negli Stati Uniti e nelle grandi città.

## Discografia

### Album in studio
- 1986 - No Easy Way Out
- 1988 - Modern Madness
- 1992 - Look Me Up
- 1996 - No Rest for the Wounded Heart
- 2012 - New Life Story

### Singoli
| 1986 | "No Easy Way Out"                | 22 | 12 |
| 1986 | "Don't Walk Away"                | 85 | —  |
| 1986 | "Angel of the City"              | —  | —  |
| 1986 | "If That's What You Call Lovin'" | —  | —  |
| 1988 | "The Unforgiven"                 | —  | —  |
| 1988 | "When You Dream of Love"         | —  | —  |